# Brno VIII
Brno VIII bylo označení osmého městského obvodu v Brně přinejmenším v letech 1947–1960. Rozsah a vymezení obvodu se během správních reforem několikrát změnily. 
- Brno VIII (1947–1949), jeden z 10 městských obvodů v období od 1. ledna 1947 do 30. září 1949. Zahrnoval části Dolní Heršpice, Horní Heršpice, Komárov, Přízřenice.
- Brno VIII (1949–1954), jeden ze 13 městských obvodů v období od 1. října 1949 do 30. dubna 1954. Zahrnoval k. ú. Husovice, téměř celé k. ú. Maloměřice, celé k. ú. Obřany, malou část k. ú. Zábrdovice a malou část k. ú. Židenice.
- Brno VIII (1954–1957), jeden z 12 městských obvodů v období od 1. května 1954 do 30. května 1957. Zahrnoval většinu k. ú. Bohunice a většinu k. ú. Lískovec.
- Brno VIII-Bohunice (1957–1960), jeden ze 13 městských obvodů v období od 1. června 1957 do 30. června 1960. Zahrnoval část k. ú. Bohunice a část k. ú. Lískovec.

## Související článek
- Členění Brna